# Fabian Jacobs
Fabian Jacobs (* 1977 in Dresden, Deutsche Demokratische Republik) ist ein deutscher Ethnologe.

## Leben
Jacobs absolvierte von 1997 bis 2003 ein Studium der Ethnologie, Soziologie und Psychologie an der Universität Leipzig. In der Folge war er bis 2008 als wissenschaftlicher Mitarbeiter am Sonderforschungsbereich 586 Differenz und Integration – Wechselwirkungen zwischen nomadischen und sesshaften Lebensformen in Zivilisationen der Alten Welt der Universitäten Leipzig und Halle/Wittenberg mit dem Teilprojekt „Die Gábor – Horizontale und vertikale Mobilität bei Dienstleistungsnomaden in Siebenbürgen (Rumänien)“ assoziiert. 2010 promovierte er mit einer Dissertation zu den beweglichen Kulturen am Beispiel der Gábor in Siebenbürgen.
2008 wechselte er an das Sorbische Institut, wo er zunächst in der Abteilung Empirische Kulturforschung/Volkskunde zu den Verflechtungen von sorbischer Minderheitenpolitik und Braunkohletagebau im Kirchspiel Schleife forschte. Als wissenschaftlicher Mitarbeiter in der Abteilung Kulturwissenschaften widmet er sich dem Strukturwandel und der Regionalentwicklung in der Lausitz, Kulturlandschaften, der vergleichenden Minderheitenforschung, Netzwerkforschung sowie kultureller Diversität und Sicherheit. Er ist Mitglied im Wirtschaftsausschuss des Bundesvorstandes der Domowina.
Fabian Jacobs ist verheiratet mit Theresa Jacobs, das Ehepaar hat zwei Kinder.

## Schriften (Auswahl)
- mit Johannes Ries: Roma-/Zigeunerkulturen in neuen Perspektiven. Leipziger Universitätsverlag, Leipzig 2008, ISBN 978-3-86583-255-9.
- mit Theresa Jacobs: Vielheiten: Leipziger Studien zu Roma, Zigeuner-Kulturen. Leipziger Universitätsverlag, Leipzig 2011, ISBN 978-3-86583-599-4.
- mit Elka Tschernokoshewa und Theresa Jacobs: Sorbische Identität und Kultur in der Ortslage Proschim (Prožym) mit Karlsfeld. (= Kleine Reihe des Sorbischen Instituts. Bd. 14) Sorbisches Institut, Bautzen 2011, ISBN 978-3-9813244-0-2.
- Bewegliche Kulturen: Eine kongruente Geschichte der Gabor in Siebenbürgen. Eudora-Verlag, Leipzig 2012, ISBN 978-3-938533-41-3.
- mit Elka Tschernokoshewa: Über Dualismen hinaus: Regionen – Menschen – Institutionen in hybridologischer Perspektive. Waxmann Verlag, Münster 2013, ISBN 978-3-8309-2928-4.
- mit Elka Tschernokoshewa und Ines Keller: Einheit in Verschiedenheit: Kulturelle Diversität und gesellschaftliche Teilhabe von Minderheiten auf dem Prüfstand. Waxmann Verlag, Münster 2015, ISBN 978-3-8309-3254-3.
- mit Ines Keller: Das Reine und das Vermischte – 15 Jahre danach: Festschrift für Elka Tschernokoshewa. Waxmann Verlag, Münster 2015, ISBN 978-3-8309-3255-0.
- mit Lutz Laschewski und Měto Nowak: Sorbische/Wendische Identität und Kultur im Senftenberg-Spremberger Raum: Rekultivierung sorbischer/wendischer Sprache und Kultur in einer Bergbaufolgelandschaft. Sorbisches Institut, Bautzen 2021, ISBN 978-3-948166-96-0.
- mit Jean-Rémi Carbonneau und Ines Keller: Dimensions of Cultural Security for National and Linguistic Minorities. Peter Lang, Brüssel 2021, ISBN 978-2-8076-1728-5.
- mit Gregor Schneider und Hannah Wellpott: (Un)Sichtbares Erbe: Inwertsetzung sorbischer/wendischer Kultur am Beispiel von bildender Kunst im öffentlichen Raum von Cottbus/Chóśebuz. Sorbisches Institut, Bautzen 2023.